# Girella simplicidens
Girella simplicidens és una espècie de peix pertanyent a la família dels kifòsids.

## Descripció
- Pot arribar a fer 46 cm de llargària màxima.[5][6]

## Alimentació
Menja algues i petits invertebrats.

## Hàbitat
És un peix marí, bentopelàgic i de clima subtropical (33°N-25°N).

## Distribució geogràfica
Es troba al Pacífic oriental central: el golf de Califòrnia.

## Observacions
És inofensiu per als humans.